# Anton Maiden
Anton Maiden, egentligen Per Anton Gustafsson, född 24 februari 1980 i Kinna, Västergötland, död 1 november 2003 i Borås, Västergötland, gjorde egna versioner av Iron Maidens låtar. Han släppte 1999 albumet Anton Gustafsson tolkar Iron Maiden.

## Internationell uppmärksamhet
Anton Gustafsson laddade hem MIDI-filer, sjöng karaoke till och lade ut dessa på sin webbplats i MP3-format och genererade många nedladdningar. Nedladdningarna gav honom ett internationellt genombrott och han fick skivkontrakt med Lunacy Records. Hans låtar finns idag på många webbplatser runt om hela världen. Gustafsson besöktes bland annat av TV-programmet Sajber där han intervjuades av Kjell Eriksson.

## Resorna 1999–2003
Den senare tiden av sitt liv ägnade sig Gustafsson åt resor och gjorde bland annat en jorden-runt-resa på sex månader genom 15 länder. Han skildrade sina resor via hemsidan och skildringarna finns kvar än idag och kännetecknas av att de är mycket detaljerade och innehållsrika. Den 23 december 2002 inledde han sin sista långresa och hade då under tre år besökt strax över 35 länder, bland andra Iran, Syrien, Libanon, Jordanien, Myanmar, Laos, Kambodja och Brunei.

## Den sista tiden 2003
Gustafsson sjönk under andra hälften av 2003 djupare in i en depression och hittades död i Borås efter att ha varit försvunnen i en vecka. Gustafsson begick självmord och lämnade efter sig ett avskedsbrev till sin familj.

## Diskografi
Anton Maidens enda album, Anton Gustafsson tolkar Iron Maiden, utkom 1999.

### Låtlista
1. Run to the Hills
2. The Trooper
3. The Number of the Beast
4. 2 Minutes to Midnight
5. Aces High
6. Die With Your Boots On
7. Hallowed Be Thy Name
8. Rime of the Ancient Mariner
9. Flight of Icarus
10. Seventh Son of a Seventh Son
11. Powerslave